# Blabia galba
Blabia galba är en skalbaggsart som beskrevs av Martins och Maria Helena M. Galileo 1995. Blabia galba ingår i släktet Blabia och familjen långhorningar. Inga underarter finns listade.